# Minúscula 43
Minúscula 43 (en la numeración Gregory-Aland), α 270 y ε 107 (Soden) es un manuscrito griego en minúsculas del Nuevo Testamento escrito en hojas de pergamino (20.5 por 15 cm). Es datado paleográficamente en el siglo XI. Gregory sugirió el siglo XII. Tiene notas marginales completas.

## Descripción
Se divide en dos volúmenes. El primer volumen cuenta con los Evangelios en 199 hojas con un tamaño de 20.6 cm por 16 cm. El segundo volumen contiene los Hechos y las Epístolas en 189 hojas con un tamaño de 21.2 por 15.2 cm. El códice contiene la totalidad del Nuevo Testamento, excepto su último libro: Apocalipsis. También tiene algunas lagunas.
El texto está dividido de acuerdo a los κεφαλαια (capítulos), cuyos números se colocan al margen del texto, y los τιτλοι (títulos) en la parte superior de las páginas. El texto de los Evangelios tiene una división de acuerdo con las más pequeñas Secciones Amonianas (en Marcos, 234 secciones; la última en 16:9), con referencias a los Cánones de Eusebio.
Contiene la Epistula ad Carpianum, las tablas de los Cánones de Eusebio, prolegómenos, las tablas de los κεφαλαια (tablas de contenido) antes de cada Evangelio (marcas de leccionario y αναγνωσεις fueron añadidas por una mano posterior), suscripciones al final de cada libro, el número de στιχοι (en Santiago y Pablo) (en las epístolas paulinas).

## Texto
El texto griego de este códice es representativo del tipo textual bizantino, con numerosas lecturas ajenas. Hermann von Soden lo clasificó a la familia textual Kx. Aland no lo colocó en ninguna de sus categorías. Según el Perfil del Método de Claremont, representa a la familia textual Kx.
En 1 Juan 5:6 tiene la variante textual δι' ὕδατος καὶ πνεύματος (a través del agua y del espíritu), junto con los manuscritos 241, 463, 945, 1241, 1831, 1877*, 1891.

## Historia
El manuscrito fue fechado por Gregory en el siglo XII. Actualmente es datado por el INTF en el siglo XI.
Posiblemente fue escrito en Éfeso. Fue entregado por P. de Berzi al Oratorio de San Maglorian, en 1661. Fue examinado y descrito por Amelotte, Simon, Scholz y Paulin Martin. C. R. Gregory vio el manuscrito en 1884.
Fue añadido a la lista de manuscritos del Nuevo Testamento por Wettstein.
En la actualidad se encuentra en la Bibliothèque de l'Arsenal (8409. 8410), una de las ramas de la Bibliothèque nationale de France, en París.

## Lectura adicional
- Gregory, Caspar René (1900). Textkritik des Neuen Testamentes 1. Leipzig: J.C. Hinrichs'sche Buchhandlung. p. 138-139.